# Cantón de Marcq-en-Barœul
El cantón de Marcq-en-Barœul era una división administrativa francesa, que estaba situada en el departamento de Norte y la región de Norte-Paso de Calais.

## Composición
El cantón estaba formado por dos comunas:
- Bondues
- Marcq-en-Barœul

## Supresión del cantón de Marcq-en-Barœul
En aplicación del Decreto nº 2014-167 de 17 de febrero de 2014, el cantón de Marcq-en-Barœul fue suprimido el 22 de marzo de 2015 y sus 2 comunas pasaron a formar parte del nuevo cantón de Lille-2.